# Lytta kashmirensis
Lytta kashmirensis là một loài bọ cánh cứng trong họ Meloidae. Loài này được Bologna miêu tả khoa học năm 1983.